# Wansford (East Riding of Yorkshire)
Wansford – wieś w Anglii, w hrabstwie East Riding of Yorkshire. Leży 28 km na północ od miasta Hull i 277 km na północ od Londynu.